# 5089 Надгерна
5089 Надгерна (5089 Nádherná) — астероїд головного поясу, відкритий 25 вересня 1979 року.
Тіссеранів параметр щодо Юпітера — 3,286.